# Rin Seikō
 (juillet 2018).
Rin Seikō (林 世功, 1842-1880) est un lettré fonctionnaire (en) et diplomate du royaume de Ryūkyū. connu pour avoir dirigé un mouvement de pétition devant le gouvernement de la dynastie Qing de Chine afin de sauver le royaume de Ryūkyū de l'annexion par l'empire du Japon.
Il est fréquent à cette époque pour les aristocrates de Ryūkyū d'avoir deux noms : nom de style chinois (唐名, Karana) et nom de style japonais (大和名, Yamatona). « Rin Seikō » est un nom de style chinois tandis que « Nashi Shunbō » (名城 春傍) ou « Nashi Rosatonushioyakumoi Shunbō » (名城 里之子親雲上 春傍) est son nom de style japonais.

## Biographie
Rin Seikō naît à Kume, communauté de descendants d'immigrants chinois dans le royaume de Ryūkyū. Dans sa jeunesse, il étudie à l'académie royale du royaume de Ryūkyū (国学, Kokugaku). Ayant été choisi pour devenir un bureaucrate, il voyage en Chine pour étudier à l'âge de 26 ans, résidant à l'académie impériale de  Beijing pendant sept ans. À son retour à Okinawa, il est nommé instructeur pour le prince héritier Shō Ten. Beaucoup croient qu'il sera élevé en poste et en puissance après la mort du roi Shō Tai. Mais le gouvernement de Meiji au Japon veut annexer Okinawa, abolit unilatéralement le royaume de Ryūkyū et déclare à sa place le domaine de Ryūkyū (琉球藩), avec le roi Shō Tai comme chef du han (藩王, Han'ō) en 1872. 
Inquiet pour l'avenir du royaume, Rin Seikō part pour la Chine avec Kōchi Chōjō et Sai Taitei (蔡大鼎) afin d'en obtenir de l'aide. Avec le Ryūkyū-kan à Fuzhou pour base, Rin Seiko et Kōchi Chōjō font des requêtes auprès du gouvernement de la dynastie Qing de Chine pour sauver le royaume de Ryūkyū de l’annexion par le Japon impérial, mais ils obtiennent peu de succès. 
Enfin, le Japon impérial remplace le royaume de Ryūkyū par la préfecture d'Okinawa le 11 mars 1879. L'année suivante Rin Seikō retourne à Beijing pour demander à la Chine d'envoyer des troupes aux îles Ryūkyū, mais est éconduit. Plus tard, il apprend que la Chine a signé un traité de paix avec le Japon à Tianjin. Désespéré, il se tue par épée à Pékin.

## Source
- (en) Cet article est partiellement ou en totalité issu de l’article de Wikipédia en anglais intitulé « Rin Seikō » (voir la liste des auteurs).